# Storojevoie (Kursk)
|  | Per a altres significats, vegeu «Storojevoie». |

Storojevoie (en rus: Сторожевое) és un poble de l'óblast de Kursk, a Rússia, segons el cens del 2010 tenia 333 habitants.